# Alfabetarium
Alfabetarium. Le quitó el asma a los fantasmas es un poemario del escritor venezolano Caupolicán Ovalles que fue publicado de manera póstuma en el año 2001, poco después de la muerte del autor, quien falleció ese mismo año en Caracas. La obra, que ya había sido concluida en su totalidad por Ovalles, fue editada por la Casa Nacional de Las Letras Andrés Bello como homenaje a este poeta representante de la vanguardia literaria venezolana. Una selección de los textos de ese libro puede ser hallada también en la antología En (des)uso de razón, publicada por la Fundación Caupolicán Ovalles y Rayuela Taller de Ediciones en 2016.

## Contenido
En el prólogo de Alfabetarium. Le quitó el asma a los fantasmas, el escritor Luis Camilo Guevara asegura que en la obra “Caupolicán nos convoca, una vez más, al desenfado tiempo de las celebraciones vitales, al jolgorio de las más reales promesas del lenguaje, al disfrute de su verbo comunicador, siempre en vigilia para decir las cosas por su nombre, por su sentido exacto del lugar donde nos comunicamos los sucesos del mundo, las alegrías, los encuentros, todos aquellos asuntos del reino fabulador, allí donde él es el más frenético, el más locuaz de nuestros contadores”.
Este libro de Ovalles se encuentra integrado por textos de corte social y político con otros de tipo introspectivo y amoroso, en lo que parece un recorrido por los temas esenciales de la poesía del autor. Es así como en el poema “A” el escritor dirige una crítica a las diferencias entre clases sociales a través de una “visita” del verbo a lugares del centro de Caracas como la avenida Lecuna, el Panteón Nacional, la avenida Urdaneta o la esquina El Conde y el tono lúdico en la alternancia de la alocución “de puros ricos se mueren los ricos / de meros pobres / se ricos los pobres”. Entre tanto, en otro de los textos, publicado sin título, Ovalles declara “Tal vez seré polvo / más seré el tal vez / del polvo enamorado”.